# چیتا سانت‌آنجلو
چیتا سانت‌آنجلو (به ایتالیایی: Città Sant'Angelo) یک کومونه در ایتالیا است که در استان پسکارا واقع شده‌است.

## خصوصیات
چیتا سانت‌آنجلو ۶۱ کیلومترمربع مساحت و ۱۴٬۵۵۳ نفر جمعیت دارد و ۳۲۲ متر بالاتر از سطح دریا واقع شده‌است.